# Payamburnu, Saimbeyli
Topallar là một xã thuộc huyện Saimbeyli, tỉnh Adana, Thổ Nhĩ Kỳ.